# Gur (fiume)
Il Gur (in russo Гур?) è un fiume dell'Estremo Oriente russo, affluente di destra dell'Amur. Scorre nei rajon Komsomol'skij e Amurskij del Territorio di Chabarovsk. Fino al 1973 si chiamava Chungari (Хунгари).

## Descrizione
Il fiume ha origine dalle pendici occidentali dei monti Sichotė-Alin' e scorre in direzione prevalentemente occidentale. La lunghezza del fiume è di 349 km, l'area del bacino è di 11 800 km². La maggior parte del bacino fluviale si trova nella parte nord-occidentale della catena montuosa. Nel corso inferiore del fiume, il fiume esce dalla zona montana e fino alla foce scorre per 100 km all'interno della pianura dell'Amur centrale, che è in gran parte paludosa. Sfocia in un canale laterale dell'Amur presso la località di Ust'-Gur, 4 km a sud del villaggio di Voznesenskoye.

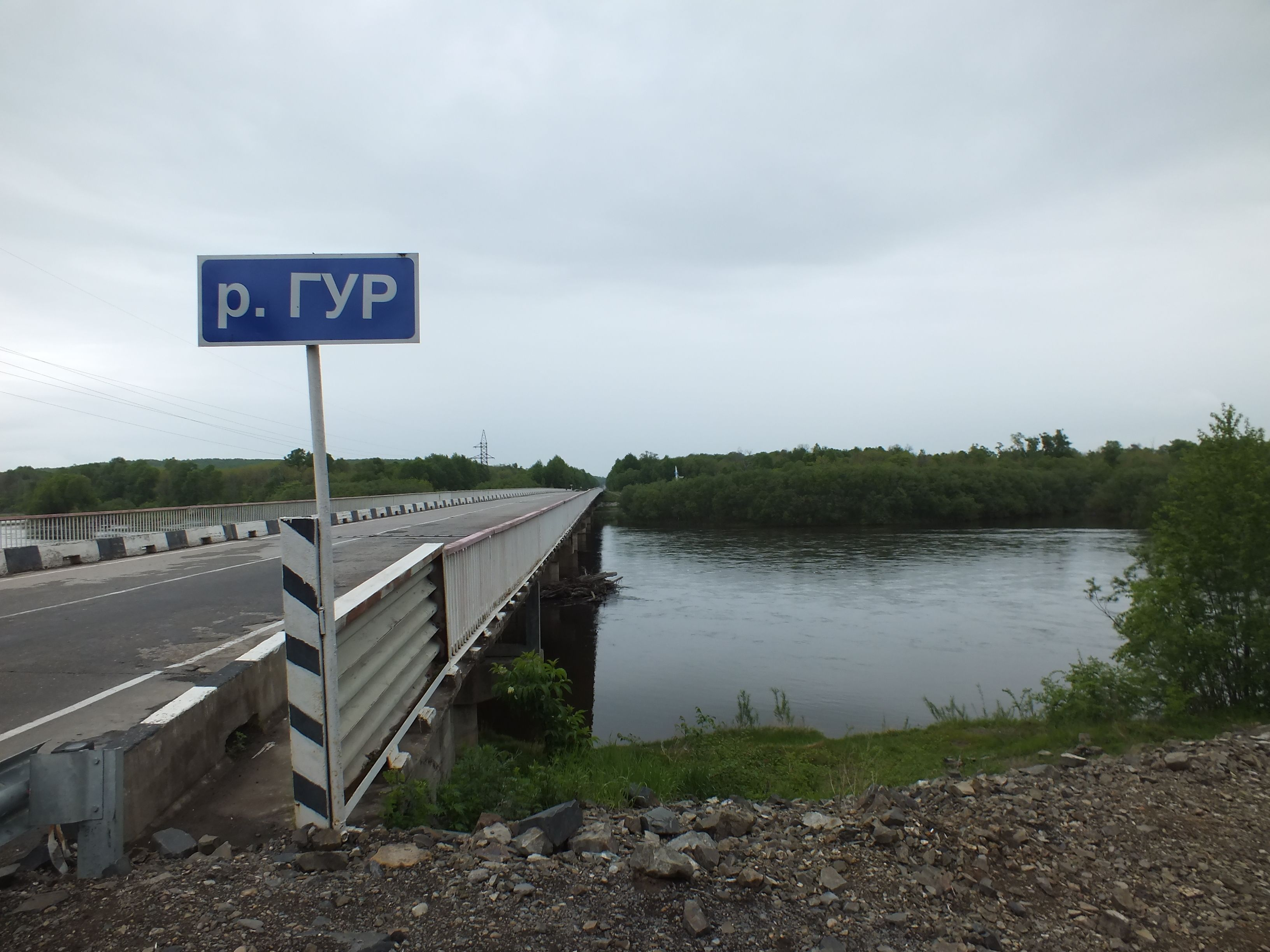
Ponte sul fiume Gur su cui passa l'autostrada Chabarovsk-Komsomol'sk-na-Amure.

Lungo il corso del fiume ci sono i villaggi di Kenaj, Uktur, Snežnyj e l'insediamento di Gurskoe. I principali affluenti sono: Uktur (86 km di lunghezza) (da destra), Džaur (88 km), Choso (74 km), Čermal (87 km) (da sinistra). Lungo il fiume, c'è un tratto della linea della Ferrovia dell'Estremo Oriente (Дальневосточная железная дорога).

### Fauna
Il salmone dell'Atlantico, salmone keta e salmone rosa entrano nel fiume per la deposizione delle uova. In estate, il corso inferiore del Gur si popola di coregoni, Rutilus rutilus lacustris, scardole, carpe e pesci gatto.